# Hylexetastes brigidai
Hylexetastes brigidai е вид птица от семейство Furnariidae. Видът е световно застрашен, със статут Уязвим.

## Разпространение
Видът е разпространен в Бразилия.